# Stepa Bălților
Stepa Bălților (Stepa Bălțului) reprezintă o zonă de vegetație din Republica Moldova, în care flora este reprezentată de plante ierboase și condițiile climaterice semiaride. Caracterul specific al Stepei Bălților constă în valorificarea aproape totală a terenurilor agricole și predominarea culturilor de câmp. Suprafețe comparativ mai mici ocupă culturile pomicole, practic lipsesc viile de soiuri europene. Stepa Bălților ocupă, în majoritate, bazinul superior al Răutului. În componența învelișului de sol predomină cernoziomurile tipice moderat humifere și levigate, formate pe argile lutoase. Eroziunea solurilor este slab dezvoltată .
În comparație cu alte regiuni și raioane pedogeografice ale Republicii Moldova, aici sunt slab răspândite pajiștile (pășunile), arealele de soluri intrazonale, alunecările de teren. Pe alocuri, pe părțile inferioare ale unor versanți, apar la suprafață straturi de argile, inclusiv salinizate. Pe versanți apar câteva pânze de ape freatice cu diferit grad de salinizare. Acestea modifică esențial atât regimul hidric al terenurilor, cât și învelișul solurilor. În asemenea cazuri pe versanți apar izvoare de coastă cu ape mineralizate care condiționează formarea solurilor hidromorfe și halomorfe . 

## Relief
Stepa Bălțului reprezintă o morfostructură negativă cu laturile puternic ridicate. La nord înălțimile ating 200-250 m, iar la sud se micșorează până la 150 m. Suprafața este înclinată pronunțat la sud, dezmembrată de văi, vâlcele, râpi și hârtoape, de regulă cu pante simetrice. Stepa Bălțului este alcătuită din două structuri geologice: Câmpia ondulată a Bălțului și Înălțimea Ciuluc-Soloneț. Solurile studiate aparțin primei structuri. Câmpia ondulată a Bălților reprezintă morfostructura inversată delimitată pe laturi de fracturi tectonice. Versanții sunt slab înclinați au lungimea de 500-700 m. Suprafețele cu înclinația până la 2° ocupă 50% din teritoriu, cele cu 2-6° – 40%.
Pe versanții văilor râurilor apar la suprafață rocile calcaroase, deasupra cărora se află diferite straturi de argilă marină și luturi argiloase, uneori luturi nisipoase. Pe alocuri rocile argiloase conțin săruri solubile. Terasele și părțile inferioare ale unor versanți sunt formate din depozite loessoide. În văi și lunci s-au acumulat depozite deluviale și aluviale deseori stratificate, s-au format conuri de dejecție ai torenților pluviali.
.

## Clima
Clima este de tip temperat continentala. Temperatura medie anuală constituie 8,0-8,5° C. Suma medie anuală a precipitațiilor (conform datelor cu corecția cantității precipitațiilor) – 510-545 mm, inclusiv 344-372 mm în perioada caldă (aprilie - octombrie) și doar 165-171 mm în perioada rece (noiembrie-martie). Evaporabilitatea atinge 816 mm. Durata perioadei de vegetație este de 167-176 de zile, perioada solară – 290-300 zile, durata insolației – 2050-2100 ore. Suma temperaturilor eficiente (>10°) alcătuiește 2750-3050°. Coeficientul de umiditate (K) calculat este egal cu 0,65-0,70.

## Sol
În Stepa Bălțului predomină cernoziomurile tipice. Pe prima hartă pedologică, elaborată de Grosul-Tolstoi, stepa a fost inclusă în “fâșia cernoziomurilor adevărate”. Dokuceaev considera acest raion “tipic-cernoziomic”. Relieful slab accidentat și predominarea cernoziomurilor tipice și levigate au condiționat valorificarea extremală a teritoriului raionului. Datorită valorificării totale a cernoziomurilor, ameliorării solurilor aluviale și hidromorfe, solonețurilor și mocirlelor, teritoriul raionului a devenit un masiv agricol enorm, întretăiat doar de văi înguste. Cu toate că terenul este totalmente valorificat, datorită reliefului slab accidentat, eroziunea solurilor este relativ slab dezvoltată. Solurile moderat și puternic erodate ocupă doar 20 la sută din suprafața totală. În ultimii 40 de ani suprafața solurilor erodate s-a majorat doar cu 6000 ha. Suprafețele afectate de alunecări de teren nu depășesc 5 la sută din teritoriu. Mai puțin de 2 la sută ocupă solonețurile, solonceacurile și complexele de soluri salinizate. Peste 1 la sută ocupă solurile calcaroase - rendzinele scheletice. 
Cernoziomurile tipice și levigate se caracterizează cu fertilitate înaltă și foarte înaltă și sunt recomandate pentru următoarele folosințe și culturi: sfeclă de zahăr, tutun, legume, cereale, floarea-soarelui, culturi leguminoase (soia), livezi de măr, păr, nuc. Pe terasele joase ale râului Răut și a afluenților acestuia solurile sunt pretabile pentru grădini irigate. Factorii restrictivi principali ai capacității productive a solurilor sunt: eroziunea, excesul de umiditate, procesele de sărăturare a solurilor pe dealurile Ciuluc-Soloneț (Sângerei), dehumificarea, compactarea secundară etc.

## Vegetația
Stepa Bălțului reprezintă o regiune de protostepă, înconjurată de silvostepă. Conform regionării geobotanice, Stepa Bălțului, în linii generale, coincide cu districtul Stepei Bălțului de păiuș-negară, în cadrul căruia se evidențiază două raioane: 1) al protostepelor și stepelor propriu-zise (Drochia); 2) al stepelor propriu-zise și luncilor halofite (Ciuluc).Ursu A. Raioanele pedogeografice și particularitățile regionale utilizate și protejare a solurilor. Chișinău: Tipografia Academiei de Științe, 2006. 232 p. Vegetația naturală practic nu s-a păstrat. Pe fragmentele înțelenite, nevalorificate, degradate prin pășunat, predomină păiușul și diferite ierburi de protostepă; pe versanți cu soluri erodate predomină comunitățile de bărboasă. Pe fondul vegetației zonale de stepă foarte frecvente sunt arealele cu vegetație palustră, hidrofilă și halofită. Asemenea fragmente sunt răspândite nu numai în lunci și văi, dar și pe pante, pe culmile dealurilor, îndeosebi, ale Ciulucului. Această mozaicitate se datorează neomogenității structurii geologice, regimurilor hidrologice și structurii învelișului de sol.